# Syntomodrillia cookei
Syntomodrillia  cookei é uma espécie de gastrópode do gênero Syntomodrillia , pertencente a família Drilliidae.